# Roger Livesey

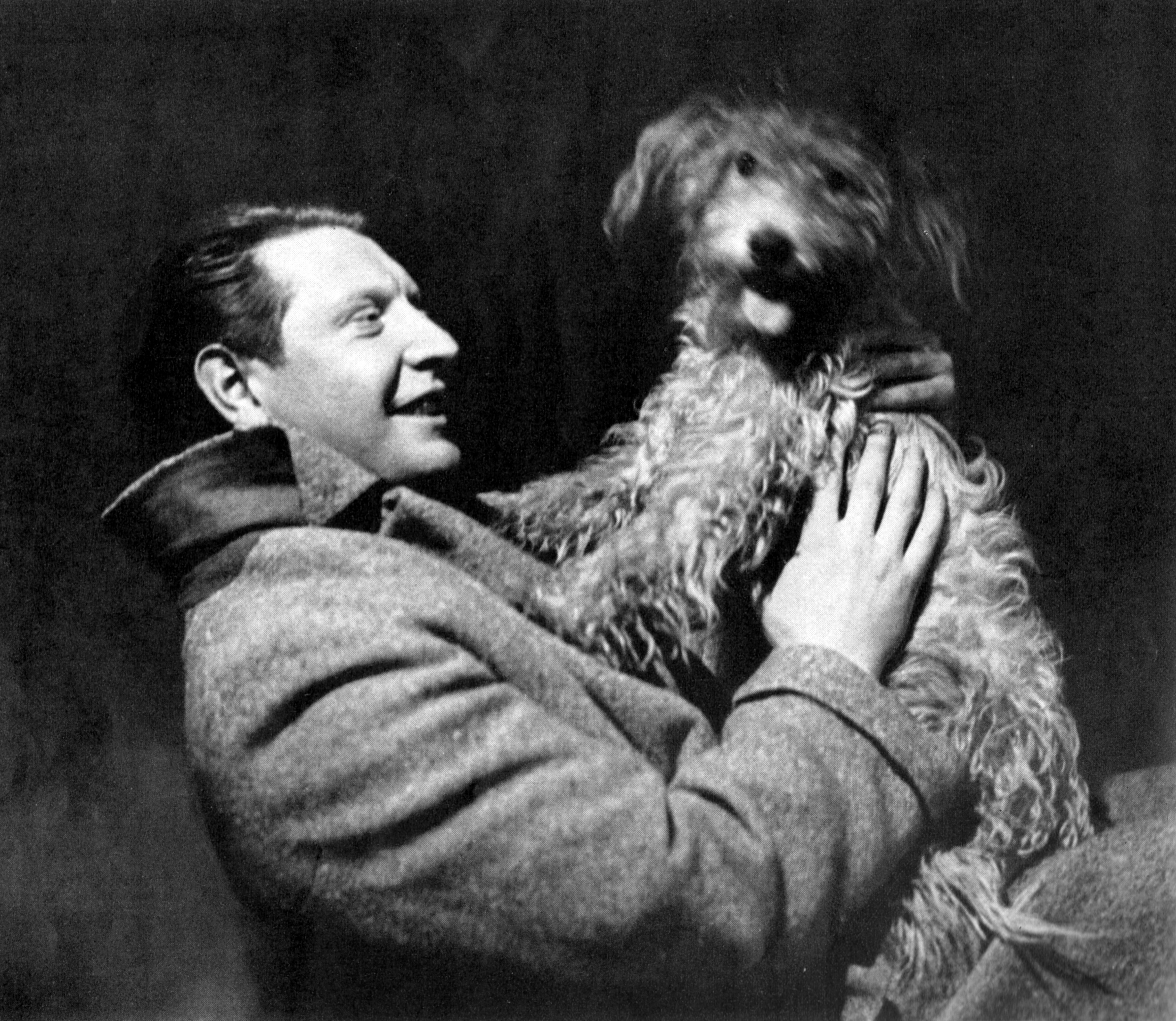
Roger Livesey, Star der Theatre Guild-Produktion von Storm Over Patsy (März 1937)

Roger Livesey (* 25. Juni 1906 in Barry, Wales; † 4. Februar 1976 in Watford, England) war ein britischer Schauspieler.

## Leben und Karriere
Roger Livesey entstammte einer Schauspielerfamilie und stand schon mit elf Jahren auf der Bühne des St James’s Theatre in London. Kleinere Filmrollen übernahm er bereits während der Stummfilmzeit Anfang der 20er Jahre, doch war er zunächst ganz überwiegend im Theater aktiv. Erst ab Mitte der 1930er-Jahre war Livesey häufiger für das Kino engagiert. Die Markenzeichen des Charakterdarstellers waren seine mächtige Statur sowie seine distinguierte, recht heiser klingende Stimme. Am Höhepunkt seiner Filmkarriere verkörperte Livesey 1943 die Hauptrolle des britischen Offiziers Clive Candy im Filmepos Leben und Sterben des Colonel Blimp unter Regie des Filmemacher-Duos Michael Powell und Emeric Pressburger. Powell und Pressburger verpflichten ihn auch für ihre Filme Ich weiß wohin ich gehe (1945, in der männlichen Hauptrolle eines schottischen Adeligen) und Irrtum im Jenseits (1946, als Arzt und Freund des Hauptdarstellers David Niven).

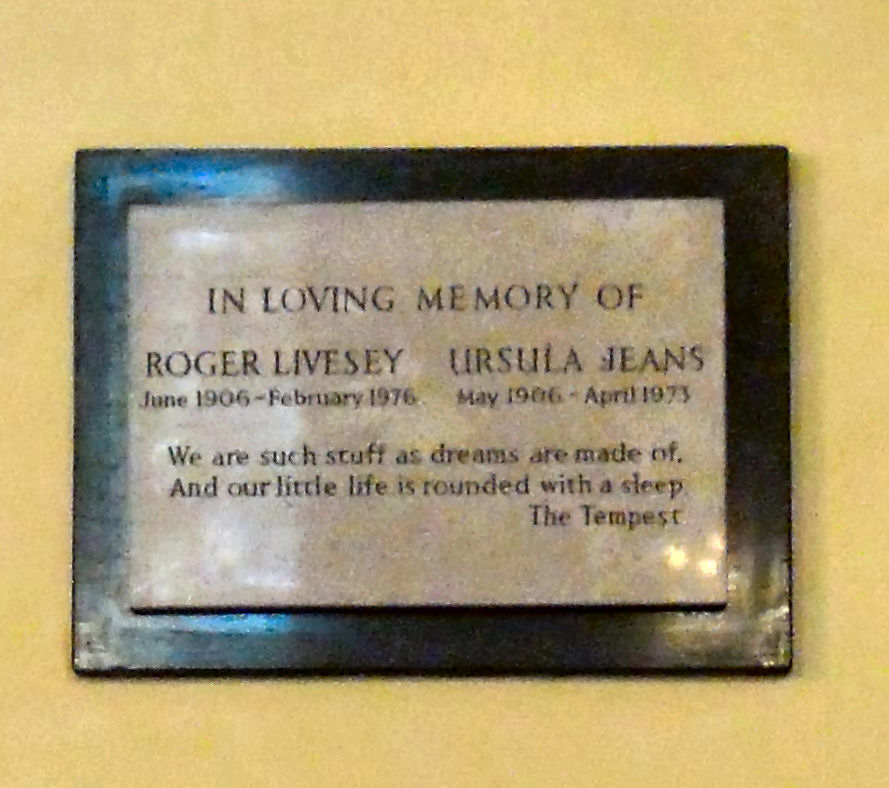
Gedenktafel für die Schauspieler Roger Livesey und Ursula Jeans in der St. Pauls Kirche in Covent Garden (7. Oktober 2016, Foto: Jack 1956)

Obwohl diese Filme überaus erfolgreich waren und Livesey gute Kritiken für seine Auftritte bekam, folgten im Film anschließend überwiegend Nebenrollen. Er blieb bis in die 1970er-Jahre als Schauspieler für Film und Fernsehen tätig. Auch war er weiterhin als Theaterschauspieler am Londoner West End erfolgreich. Von 1937 an bis zu ihrem Tod im Jahr 1973 war Livesey mit der Schauspielerin Ursula Jeans verheiratet. Roger Livesey verstarb 1976 im Alter von 69 Jahren an einer Krebserkrankung.

## Filmografie (Auswahl)
- 1921: The Four Feathers
- 1931: East Lynne on the Western Front
- 1937: Rembrandt
- 1938: Gefahr am Doro-Paß (The Drum)
- 1940: Spies of the Air
- 1943: Leben und Sterben des Colonel Blimp (The Life and Death of Colonel Blimp)
- 1945: Ich weiß wohin ich gehe (I Know Where I’m Going)
- 1946: Irrtum im Jenseits (A Matter of Life and Death)
- 1949: Frauen im gefährlichen Alter (That Dangerous age)
- 1953: Der Freibeuter (The Master of Ballantrae)
- 1957: Nächte auf Tahiti (Passager Clandestin)
- 1959: The Life and Death of Sir John Falstaff (Fernsehserie, sieben Folgen)
- 1959: Die Herren Einbrecher geben sich die Ehre (The League of Gentlemen)
- 1960: Der Komödiant (The Entertainer)
- 1964: Der Menschen Hörigkeit (Of Human Bondage)
- 1965: Die amourösen Abenteuer der Moll Flanders (The Amorous Adventures of Moll Flanders)
- 1968: The Man in the Iron Mask (Fernsehserie, sieben Folgen)
- 1969: Hamlet
- 1974: The Pallisers (Fernsehserie, 18 Folgen)